# ديف اندروز
ديف اندروز (بالإنجليزية: Dave Andrews)‏ هو عامل اجتماعي وكاتب أسترالي، ولد في 20 مايو 1951 في إنجلترا في المملكة المتحدة.

## وصلات خارجية
- الموقع الرسمي